# Кредо убийцы: Угли
«Кредо убийцы: Угли» (англ. Assassin’s Creed: Embers) — канадский короткометражный мультфильм, снятый студией «UbiWorkshop» в 2011 году и основан на франшизе «Assassin’s Creed». Мультфильм посвящен последним годам жизни ассасина Эцио Аудиторе да Фиренце, главному персонажу видеоигр «Assassin’s Creed II», «Assassin’s Creed: Brotherhood» и «Assassin’s Creed: Revelations».
Действие фильма происходит в 1524 году, через двенадцать лет после событий «Revelations». Фильм изображает пожилого Эцио, живущего мирной жизнью со своей семьей в сельской местности Тосканы после ухода из Ордена Ассасинов, пока появление таинственного ассасина не начинает угрожать опасностью для его семьи.
Впервые фильм был показан 21 июля 2011 года, когда UbiWorkshop показал тизер-трейлер на Comic-Con 2011. Фильм включен в качестве бонуса в подписное и коллекционное издание Assassin's Creed: Revelations. Позже он был переиздан в PlayStation Store 23 апреля 2015 года.

## Сюжет
В 1524 году, через двенадцать лет после обнаружения секретной библиотеки Альтаира, Эцио Аудиторе ушёл из Ордена Ассасинов и живёт мирной жизнью в сельской местности Тосканы со своей женой Софией и детьми Флавией и Марчелло, а также пишет мемуары. Однажды, на пороге его дома появляется незнакомка из китайского Братства Ассасинов по имени Шао Цзюнь, которая приехала к Эцио, чтобы узнать о его жизни в качестве ассасина. Хотя Эцио против того, чтобы Цзюнь оставалась, из-за его нежелания вспоминать свои дни в качестве Ассасина, София позволяет ей остаться на ночь. На следующий день Эцио ловит Цзюнь за чтением его мемуаров и говорит ей уходить, но успокаивается после того, как она спрашивает его о том, что значит быть ассасином.
Во время поездки во Флоренцию Эцио рассказывает Цзюнь свою историю о том, как его отец и братья были казнены на городской площади, заставив его стать ассасином, и то, что такая жизнь приносит только страдания. Когда они уходят, на них нападает незнакомец. После убийства Цзюнь признается, что она бывшая наложница китайского императора Чжэндэ и сейчас скрывается от его слуг. Вернувшись домой, Эцио велит Софии и своим детям уехать из дома, понимая, что скоро придут ещё слуги. Затем он обучает Цзюнь способу освобождения её народа от влияния Императора. Позже той же ночью, вилла Эцио подвергается нападению большего количества врагов Цзюнь. Эцио и Цзюнь удается убить их всех, несмотря на то, что Эцио был утомлён. На следующее утро Эцио протягивает Цзюнь небольшую коробку и говорит, что однажды она пригодится, но только в том случае, если та «собьёться с пути». Затем он отправляет её в дорогу, когда на виллу прибывают два всадника.
Некоторое время спустя Эцио отправляется во Флоренцию с Софией и Флавией, несмотря на плохое самочувствие. Отдыхая на скамейке, молодой человек со шрамом на лице подходит к Эцио и оскорбляет женщин Флоренции, из-за чего Эцио вспоминает о своей молодости. Сказав Эцио немного отдохнуть, мужчина уходит, в то время как у Эцио начинается сердечный приступ, после чего он умирает на глазах у своей семьи. Фильм заканчивается небольшим прощальным письмом, которое Эцио написал незадолго до своей смерти. В нём было написано следующее:
«Когда я был молод, у меня была свобода, время и любовь, которых я не видел, не знал и не чувствовал. Тридцать долгих лет прошло, прежде чем я постиг смысл этих слов. И сейчас, на закате лет, он ясен мне как никогда. Любовь, свобода, время, которые я когда-то не ценил, теперь придают мне сил двигаться вперёд — особенно любовь, дорогая. К тебе, нашим детям, братьям и сёстрам, и огромному, непостижимому миру, что дал нам жизнь и наполнил её смыслом. Я люблю тебя, моя София. Навеки твой, Эцио Аудиторе».